# Forceville-en-Vimeu
Forceville-en-Vimeu település Franciaországban, Somme megyében. Lakosainak száma 231 fő (2022. január 1.). Forceville-en-Vimeu Fontaine-le-Sec, Woirel, Citerne, Neuville-au-Bois és Oisemont községekkel határos.

## Népesség
A település népességének változása:
| Lakosok száma | 244  | 241  | 246  | 238  | 237  | 237  | 237  | 237  | 231  |
|               | 2013 | 2015 | 2016 | 2017 | 2018 | 2019 | 2020 | 2021 | 2022 |